# Tonight Alive
Tonight Alive egy ausztrál rock együttes az ausztráliai Sydney-ből. 2018-tól a zenekar Jenna McDougall vezető énekesből, Jake Hardy gitárosból, Cameron Adler basszusgitárosból és Matty Best dobosból áll. 2008-ban alakult, alapítva Hardy, Adler és Whakaio Taahi által, ehhez nem sokkal később csatlakozott McDougall és Best. 
Tonight Alive rögzített és önállóan kiadott két középlemezt: All Shapes & Disguises és Consider This. 
2010-ben Tonight Alive leszerződött a Fearless Records, és a Sony Music Entertainment Australia kiadókhoz  és kiadta 2011-es debütáló albumát,  What Are You So Scared Of? címmel. A lemezt az Egyesült Királyságban és az Egyesült Államokban 2012 októberében adták ki, egy évvel az ausztrál megjelenés után. Második stúdióalbumuk, a The Other Side Ausztráliában került felvételre, és 2013. szeptember 6-án jelent meg, a Lonely Girl és a Come Home kislemezzel. Az ARIA albumok listáján debütált az 5. helyen. A zenekar hozzájárult a The Edge dallal A csodálatos Pókember 2 filmzenéjéhez. 
A zenekar 2015. október 30-án adta ki a Human Interaction című albumot, amelyet harmadik albumuk, a Limitless követett, amely vegyes fogadtatást kapva debütált 2016. március 4-én. 
A vezető gitáros és dalszerző, Whakaio Taahi 2017 végén távozott a csoportból, nem sokkal azután, hogy a zenekar befejezte negyedik albuma, az Underworld felvételét, amelyet 2018. január 12-én adtak ki.
Tonight Alive a 2010-es év tíz legjobb ausztrál együttese közé került a KROQ amerikai rock rádióállomáson. Egész évben folyamatosan turnéznak.

## Történetük

### Alapítás (2008)
Jake Hardy gitárosnak és Cameron Adler basszusgitárosnak már volt meglévő rockprojektje, amely más zenekarok anyagából készített feldolgozásokat. Később találkoztak Whakaio Taahival közös barátokon keresztül, és felkérték, hogy csatlakozzon a billentyűs hangszerekhez és szólógitárra.
Jenna McDougall akkoriban saját akusztikus zenéjeit írta, és Adler segített neki felvenni és demót készíteni. A demó elkészítése után Adler adott McDougallnak egy dalt, amelyet az együttes írt, és kérte, hogy rögzítse énekét rajta. 2008. május 31-én, a tizenhatodik születésnapja előtt egy nappal a McDougall csatlakozott vezető énekesként, és ezzel megalapult az együttes első verziója.
Az előadások lefoglalásával és az együttes nevének hiányában az együttes összegyűlt, és kivágta azokat a szavakat, amelyek szerintük az együttes életvitelét és leírását jelentették, és így jöttek elő a Tonight Alive névvel.
Az első év után a együttes elvesztette eredeti dobosát, akit Matty Best, Taahi középiskolai barátja helyettesített, aki Taahi anyjától hallotta, hogy az együttesnek szüksége van egy új dobosra. Best három-négy órát utazott az együttessel való gyakorlásra.
A zenekar elkezdett nevet csinálni maguknak, metálegyüttesek számára csináltak bevezetőket, kis fesztivál típusú show-kon játszottak, és rengeteg időt töltöttek a helyi show-k játszásával a Sydney környékén található ifjúsági központokban.

### All Shapes & DisguisesésConsider This középlemez(2009−10)
2009-ben az együttes belépett a stúdióba, hogy felvegye debütáló önfinanszírozott All Shapes & Disguises középlemezét együttesét Greg Stace és Dave Petrovic producerrel, amelyet 2010 júniusában adtak ki ugyanabban a hónapban.  McDougall akkoriban még iskolás volt. Elkéretőzött az iskolából, hogy felvételt készítsen, és szülei fedezték a stúdióterület bérleti költségeinek a részét – ezzel a ténnyel a srácok továbbra is ugratják.
A "Closer" című dalukat a The Hills amerikai valóságshow hatodik szezonjában játszották.
2010 novemberében az együttes kiadott egy háromdalos középlemezt, Consider This címmel, mielőtt a Sienna Skies ausztrál együttessel nemzeti turnéra indultak.

### What Are You So Scared Of?(2011−12)
Miután néhány nagy lemezkiadó észrevette a Tonight Alive-t, meghívták őket egy bemutatóra. Annak ellenére, hogy mindkét gitáros, Taahi és Hardy az első zeneszámnál elpattintottak egy húrt, leszerződteték őket.
2010 végén a Tonight Alive új anyagának demója megjelent Mark Trombino íróasztalán. Ezután felvette a kapcsolatot a zenekarral, hogy szeretne részt venni debütáló teljes hosszúságú lemezük előállításában.
"Az, hogy ő kapcsolatba lépett velünk, és azt mondta hogy szeretne velünk dolgozni, egy nagy dolog volt számunkra" – mondja Jenna. "Nem tudtuk elhinni, hogy ilyen nemes egyszerűséggel kapcsolatba lépett velünk. Csodálatos. Mark készítette azokat az albumokat, amelyeket hallgatva nőttünk fel mindannyian – azokat az albumokat, amelyek mindazon nagyszerű együttesek karrierjét elindították."
2011 elején a Tonight Alive Los Angelesbe repült, és két hónap alatt rögzítette teljes hosszúságú debütáló albumukat az NRG Studios-ban.
A zenekar a 2011-es ausztrál turnéján olyan támogató együttesekkel is játszott, mint például a Skyway és a For This Cause.
A To Die For című daluk, eredetileg az együttes All Shapes & Disguises középlemezéről származik és a Thank You and Goodnight, eredetileg a második középlemezükről, a Consider This-ről, újra lett rögzítve ezen a lemezen. A Thank You and Goodnight a Blink-182 Mark Hoppusának vendégénekesi munkáját tartalmazza.
Az első kislemez, a Starlight július 1-jén jelent meg, három nappal később pedig zenei videója jelent meg. A második kislemezt, a Let It Land-et szeptember 19-én adták ki a zeneszámhoz tartozó zenei videóval együtt.
Tonight Alive turnézott az Egyesült Államokban és részt vett az éves Bamboozle fesztiválon,  május 1-jei dátummal a Zumiez színpadon, a New Found Glory, Valencia, Thrice, The Downtown Fiction és még sok más együttes mellett.
Az együttes szerepel a Punk Goes Pop 4 összeállítási CD-n, amelyen a brit indie rock együttes, a Mumford & Sons Little Lion Man című dalának feldolgozása szerepel, amelyet november 21-én adtak ki.
McDougall a Good Charlotte Like It's Her Birthday című  dalában is szerepel, valamint a Simple Plan Jet Lag című dalában is a Simple Plan egyik turnéjának ausztrál szakaszában. Ezen kívül még a Divided by Friday "Face to Face" című dalában is szerepelt. 
A What Are You So Scared Of? a Sony Records Australia által került kiadásra, 2011. október 14-én, habár 2011 novemberében a Tonight Alive leszerződött a Fearless Records-hoz, és újra kiadta a Consider This középlemezt november 8-án és a debütáló What Are You So Scared Of? lemezüket 4 hónappal később az Egyesült Államokban.
Az együttes 2012. április 2-án, a Banquet Records kiadón keresztül kiadta az Egyesült Királyságban a Consider This középlemezt. 
Tonight Alive felbukkant a 2011-es Fearless Friends turnén a blessthefall, The Word Alive, Motionless In White, és Chunk! No, Captain Chunk előadók mellett.Az együttes be lett táblázva, hogy a Go Radio, a The Providence és az SXSW közreműködésével a Lucky Street turnén játsszon mindaddig, amíg orvosi problémák miatt ki kellett vonulniuk, és a Facebook oldalukra írták: "Nagyon sajnáljuk, hogy be kell jelentenünk, hogy le kell mondanunk a közelgő turnénk a Go Radio és az SXSW közreműködésével, súlyos orvosi problémák miatt."  Később kiderült, hogy McDougall súlyos ekcéma miatt szenved, ami megnehezítette a mozgását. Később Japánba indultak a Young Guns együttessel való show-ra, és a Shibuya-AX-en első fő-showjukat tartottak. Tonight Alive játszott a teljes Warped Tour 2012-n.
A Vans Warped Tour 2012 ideje alatt a zenekar elkezdte a Listening című daluk videójának készítését, a harmadik kislemezükről, a What Are You So Scared Of?-ról. Annak ellenére, hogy a Breaking and Entering korábban digitális letöltésként és zenei videóként jelent meg, McDougall szerint a Listening a WAYSSO? harmadik hivatalos kislemeze. A Listening című zenei videó 2012. október 12-én jelent meg a YouTube-on, felhasználták a zenekar nyári hosszú turnéjuk utolsó  néhány napjának bemutatására montázs-videóként.

### The Other Side(2013−14)
Tonight Alive 2013. március 12-én kiadta a Breakdown nevű önálló kislemezt, amelyben a Good Charlotte Benji Maddenje közreműködött. A zenekar felvette a következő albumát, a The Other Side-ot az ausztráliai Coffs Harbour-ben, amelyet 2013. szeptember 6-án adtak ki a Sony Recordson és a Fearless Recordson keresztül. Az első kislemez a The Ocean, melynek első bemutatója az Egyesült Királyságban a Radio 1-en volt július 11-én, egybeesik az album bejelentésével. A The Ocean később július 22-én jelent meg az iTunes kínálatában. A zenekar következő kislemezének, a Lonely Girl-nek a meghírdetése július 24-én jelent meg. A kislemez később este teljesen megjelent. Augusztus 15-én kiadták a Lonely Girl zenei videóját. A Come Home című dalt szeptember végén adták ki kislemezként, a zenei videóval együtt a zenekar Vevo csatornáján.
Tonight Alive a 2013-as Vans Warped Tour részeként turnézott az Egyesült Államokban. Néhány alkalommal játszottak Ausztráliában, majd ismét turnéztak az új album támogatására, két Rolling Stone Live Lodge akusztikus show-val. Szintén részei voltak a Warped Tour Australia felállásának 2013 novemberében.
Ezután a The Other Side turnéra indultak új albumuk reklámozására Ausztráliában és később az Egyesült Államokban, a The Downtown Fiction, a For the Foxes és az Echosmith-tel . A turné november 23-án ért véget.
Az együttes december közepén bejelentette, hogy az All Time Low-nak támogatást nyújt az A Love like War: UK turnén. 2014. január végén bejelentették, hogy a zenekar támogatni fogja a Take Back Sundayt és a The Used együttes észak-amerikai turnéját. A turné 2014 márciusában kezdődött.
Tonight Alive adta elő eredeti dalukat, a The Edge -et a Sony és Marvel filmben, A csodálatos Pókember 2-ben, és szerepelt a filmzene deluxe kiadásában Ausztráliában, Új-Zélandon, az Egyesült Királyságban és Írországban. A Mayday Parade, a PVRIS és a Major League együttesekkel turnéztak. Az Egyesült Királyságban tett turnéjuk során teljes egészében előadták a The Other Side-ot.

### Limitless(2015–16)
Januárban bejelentették, hogy a zenekar támogatni fogja az All Time Low-ot a közelgő tavaszi turnéjukon, a Issues-sel és a State Champs-sel.
Az együttes 2015 márciusában kezdte el dolgozni harmadik albumán, David Bendeth producerrel . Az ausztráliai Soundwave 2015-ben játszottak.  Áprilisban nyilatkozatot tettek közzé, amelyben lemondták az Egyesült Államokban a két fellépésüket mivel Bestnek, a dobosuknak tendinosis műtétre volt szüksége. Tonight Alive 2015 júliusában fejezte be a munkálatokat a harmadik albumukon.
2015. október 30-án a együttes bejelentette, hogy harmadik stúdióalbumuk, a Limitless 2016. március 4-én jelenik meg.   A bejelentés egybeesett az első Human Interaction című kislemez megjelenésével. November 21-én a zenekar kiadta a Limitless második kislemezét, a To Be Free-t. Az együttes december 11-én közzé tette a Drive-ot a Spotify-on, és azonnal elérhetővé tette albuma előrendelésével. 
A harmadik kislemez, a How Does It Feel, és kísérő zenei videója 2016. január 12-én jelent meg. 

### Kiadóváltás, Taahi kilépése ésUnderworld(2017–2018)
2017. április 3-án az együttes bejelentette, hogy leszerződtek a Hopeless Records-hoz és az UNFD kiadóhoz  és kiadtak egy önálló kislemezt, a World Away-t.  A zenekar anyagot készített egy új albumról Thaiföldön, Dave Petrovic mellett, 2017 júliusában. Október 16-án kiadták a Temple című  kislemezt, és bejelentették negyedik albumuk, az Underworld megjelenését. A bejelentés egybeesett azzal a kijelentéssel is, hogy Taahi távozott a csoportból, miután befejezte az Underworld-ön való munkáját, a dalírási és produceri pályájának beindítására hivatkozva.  A többi tag 2017. novemberében ausztrál turnéra indult kvartettként.
2017. december 11-én az együttes kiadta a Crack My Heart-et  mint az Underworld második kislemezét, 2018. január 4-én pedig a Disappear című kislemezt, a PVRIS Lynn Gunnjának közreműködésével. Az album január 12-én jelent meg az UNFD-n keresztül Ausztráliában és a Hopeless Recordson világszerte.

### Turnészünet (2018-napjainkig)
2018. decemberében, a Good Things fesztiválon való nyitófellépés után, a zenekar bejelentette, hogy nemzetközi turnészünetre indul, és lemondta a közelgő amerikai turnéjukat, hogy „szellemi és fizikai egészségüket” gondozzák és fontossági sorrendbe állítsák.  A bejelentés azután történt, ami után egy 46 éves biztonsági őr meghalt a Sydneyi koncertjükön. 

## Zenei stílus
Tonight Alive zenei stílusát úgy írják le a zenei források mint pop punk,    pop rock,   power pop,  alternatív rock  és emo . A zenekar gyakran összehasonlításra kerül a Paramore alternatív rock / pop punk együttessel.    Az összehasonlítás kapcsán Whakaio Taahi gitáros kijelentette: "Az emberek összehasonlítani fogják, ez emberi természet, de nem hagyjuk, hogy ez befolyásoljon bennünket. Csak azt csináljuk, amit szeretünk, és reméljük, hogy az emberek szeretik." 

## Diszkográfia

### Stúdióalbumok
- What Are You So Scared Of? (2011)
- The Other Side (2013)
- Limitless (2016)
- Underworld (2018)

## Tagok
- Jenna McDougall – ének, billentyűzet, zongora, alkalmi akusztikus gitár (2008-tól jelen)
- Jake Hardy – szólógitár (2017 – jelen) ; ritmusgitár (2008-tól jelen)
- Cameron "Cam" Adler – basszus, vokál (2008-tól jelen)
- Matt Best – dobok, ütős hangszerek (2009-től jelen)

### Korábbi tagok
- Mitchell Stanger – dobok, ütőhangszerek (2008–2009)
- Whakaio "Whak" Taahi – vezető gitár, háttérénekes (2008–2017)

## Fordítás
Ez a szócikk részben vagy egészben  a   Tonight Alive című angol Wikipédia-szócikk ezen változatának fordításán alapul.  Az eredeti cikk szerkesztőit annak laptörténete sorolja fel. Ez a jelzés csupán a megfogalmazás eredetét és a szerzői jogokat jelzi, nem szolgál a cikkben szereplő információk forrásmegjelöléseként.